# Donna Corcoran
Donna Corcoran (ur. 29 września 1942 r. w Quincy, Massachusetts, USA) – amerykańska aktorka.
Jako dziecięca gwiazda pojawiła się w kilku hollywoodzkich produkcjach. W jednej z nich - dramacie Proszę nie pukać zagrała u boku Marilyn Monroe. Szybko zrezygnowała z aktorstwa, opuszczając show-biznes po swojej ostatniej roli w Księżycowej flotylli w 1955.

## Filmografia
- 1955 - Księżycowa flotylla (Moonfleet) jako Grace
- 1953 - Skandal w Scourie (Scandal at Scourie) jako Patsy
- 1953 - Dangerous When Wet jako Junior Higgins
- 1952 - Proszę nie pukać (Don't Bother to Knock) jako Bunny Jones
- 1952 - Young Man with Ideas jako Caroline Webster
- 1952 - Million Dollar Mermaid jako Annette Kellerman (w wieku 10 lat)
- 1951 - Angels in the Outfield jako Bridget White